# Geneviève Ryckmans
Pour les articles homonymes, voir Ryckmans.
Geneviève Ryckmans-Corin (née à Uccle le 26 février 1930 et morte le 7 mars 2022,) est une femme politique belge, sénatrice et députée.